# Desaulcya congica
Desaulcya congica är en insektsart som beskrevs av Max Beier 1957. Desaulcya congica ingår i släktet Desaulcya och familjen vårtbitare. Inga underarter finns listade i Catalogue of Life.